# 1601 год
1601 (ты́сяча шестьсо́т пе́рвый) год  по григорианскому календарю — невисокосный год, начинающийся в понедельник. Это 1601 год нашей эры, 1‑й год 1‑го десятилетия XVII века 2‑го тысячелетия, 2‑й год 1600‑х годов. Он закончился 424 года назад.
| Пн | Вт | Ср | Чт | Пт | Сб | Вс |
| 1  | 2  | 3  | 4  | 5  | 6  | 7  |
| 8  | 9  | 10 | 11 | 12 | 13 | 14 |
| 15 | 16 | 17 | 18 | 19 | 20 | 21 |
| 22 | 23 | 24 | 25 | 26 | 27 | 28 |
| 29 | 30 | 31 |    |    |    |    |

| Пн | Вт | Ср | Чт | Пт | Сб | Вс |
|    |    |    | 1  | 2  | 3  | 4  |
| 5  | 6  | 7  | 8  | 9  | 10 | 11 |
| 12 | 13 | 14 | 15 | 16 | 17 | 18 |
| 19 | 20 | 21 | 22 | 23 | 24 | 25 |
| 26 | 27 | 28 |    |    |    |    |

| Пн | Вт | Ср | Чт | Пт | Сб | Вс |
|    |    |    | 1  | 2  | 3  | 4  |
| 5  | 6  | 7  | 8  | 9  | 10 | 11 |
| 12 | 13 | 14 | 15 | 16 | 17 | 18 |
| 19 | 20 | 21 | 22 | 23 | 24 | 25 |
| 26 | 27 | 28 | 29 | 30 | 31 |    |

| Пн | Вт | Ср | Чт | Пт | Сб | Вс |
|    |    |    |    |    |    | 1  |
| 2  | 3  | 4  | 5  | 6  | 7  | 8  |
| 9  | 10 | 11 | 12 | 13 | 14 | 15 |
| 16 | 17 | 18 | 19 | 20 | 21 | 22 |
| 23 | 24 | 25 | 26 | 27 | 28 | 29 |
| 30 |    |    |    |    |    |    |

| Пн | Вт | Ср | Чт | Пт | Сб | Вс |
|    | 1  | 2  | 3  | 4  | 5  | 6  |
| 7  | 8  | 9  | 10 | 11 | 12 | 13 |
| 14 | 15 | 16 | 17 | 18 | 19 | 20 |
| 21 | 22 | 23 | 24 | 25 | 26 | 27 |
| 28 | 29 | 30 | 31 |    |    |    |

| Пн | Вт | Ср | Чт | Пт | Сб | Вс |
|    |    |    |    | 1  | 2  | 3  |
| 4  | 5  | 6  | 7  | 8  | 9  | 10 |
| 11 | 12 | 13 | 14 | 15 | 16 | 17 |
| 18 | 19 | 20 | 21 | 22 | 23 | 24 |
| 25 | 26 | 27 | 28 | 29 | 30 |    |

| Пн | Вт | Ср | Чт | Пт | Сб | Вс |
|    |    |    |    |    |    | 1  |
| 2  | 3  | 4  | 5  | 6  | 7  | 8  |
| 9  | 10 | 11 | 12 | 13 | 14 | 15 |
| 16 | 17 | 18 | 19 | 20 | 21 | 22 |
| 23 | 24 | 25 | 26 | 27 | 28 | 29 |
| 30 | 31 |    |    |    |    |    |

| Пн | Вт | Ср | Чт | Пт | Сб | Вс |
|    |    | 1  | 2  | 3  | 4  | 5  |
| 6  | 7  | 8  | 9  | 10 | 11 | 12 |
| 13 | 14 | 15 | 16 | 17 | 18 | 19 |
| 20 | 21 | 22 | 23 | 24 | 25 | 26 |
| 27 | 28 | 29 | 30 | 31 |    |    |

| Пн | Вт | Ср | Чт | Пт | Сб | Вс |
|    |    |    |    |    | 1  | 2  |
| 3  | 4  | 5  | 6  | 7  | 8  | 9  |
| 10 | 11 | 12 | 13 | 14 | 15 | 16 |
| 17 | 18 | 19 | 20 | 21 | 22 | 23 |
| 24 | 25 | 26 | 27 | 28 | 29 | 30 |

| Пн | Вт | Ср | Чт | Пт | Сб | Вс |
| 1  | 2  | 3  | 4  | 5  | 6  | 7  |
| 8  | 9  | 10 | 11 | 12 | 13 | 14 |
| 15 | 16 | 17 | 18 | 19 | 20 | 21 |
| 22 | 23 | 24 | 25 | 26 | 27 | 28 |
| 29 | 30 | 31 |    |    |    |    |

| Пн | Вт | Ср | Чт | Пт | Сб | Вс |
|    |    |    | 1  | 2  | 3  | 4  |
| 5  | 6  | 7  | 8  | 9  | 10 | 11 |
| 12 | 13 | 14 | 15 | 16 | 17 | 18 |
| 19 | 20 | 21 | 22 | 23 | 24 | 25 |
| 26 | 27 | 28 | 29 | 30 |    |    |

| Пн | Вт | Ср | Чт | Пт | Сб | Вс |
|    |    |    |    |    | 1  | 2  |
| 3  | 4  | 5  | 6  | 7  | 8  | 9  |
| 10 | 11 | 12 | 13 | 14 | 15 | 16 |
| 17 | 18 | 19 | 20 | 21 | 22 | 23 |
| 24 | 25 | 26 | 27 | 28 | 29 | 30 |
| 31 |    |    |    |    |    |    |

1 января этого года (1601-01-01) является началом отсчёта для некоторых форматов хранения даты и времени в Microsoft Windows — для свойств файлов (структура FILETIME), входов в Active Directory и т. д.

## События
- 1507—1622 — Португало-персидская война. Ряд вооружённых конфликтов между колониалистской Португалией и вассальным Ормузом, с одной стороны, и Сефевидской империей, поддерживаемой англичанами, с другой[3].
- 1511—1641 — Малайско-португальская война. Вооружённый конфликт XVI-XVII веков, в котором Малаккский султанат при поддержке империи Мин, Голландской Ост-Индской компании (с 1607) и Джохора безуспешно сопротивлялся Португальской империи, стремившейся захватить Малакку и установить контроль над торговлей между Индией и Китаем[4].
- 1566—1609 — первый этап Нидерландской буржуазной революции (Восьмидесятилетняя война). Религиозно-идеологическая, политическая и социально-экономическая борьба Семнадцати провинций за независимость от испанского владычества[5].
  - 1601—1604 — осада Остенде[6].
- 1585—1604 — Англо-испанская война[7].
  - 1593—1603 — Девятилетняя война. Вооружённый конфликт между вождями ирландских кланов и английскими оккупационными войсками в Ирландии[8].
  - Герцог Лерма направил к берегам Англии флот в 50 кораблей, но тот был потрёпан бурей. Испанский отряд высадился в Кинсале (Ирландия), но был разбит. Маунтджой разбил у Кинсейла ирландцев[9].
- 1593—1604 — Долгая война (Тринадцатилетняя война)[10].
  - 3 августа — битва при Гуруслэу[11].
  - Сентябрь — осада Секешфехервара[10].
  - 9 сентября—18 ноября — осада Надьканижи[12].
  - Октябрь — сражение при Шаррете[10].
- 1595—1603 — Восстание Кара-Языджи и Дели-Хасана. Крестьянское антифеодальное восстание в Османской империи[13].
- 1598—1601 — закончилось завоевание шахом Аббасом I Южного Туркменистана. Аббас I ликвидировал местные феодальные княжества и назначил в Мерв и Нису наместников.
- 1599—1601 — Молдавская война магнатов, когда магнаты из Речи Посполитой вмешивались в дела Молдавии, соперничая с Габсбургами и Османской империей за господство над княжеством (известны как Могиляды)[14].
- 1600—1600 — закончилась франко-савойская война. Вооружённый конфликт между королевством Франция и герцогством Савойя из-за маркграфства Салуццо[15].
- 1600—1611 — Польско-шведская война[16].
  - 7 января — битва под Венденом[17].
  - 23 июня — польско-литовское войско одержало победу в сражении под Кокенгаузеном[16].
  - 18 октября—18 декабря — осада Вольмара[18].
- 1601—1604 — Осада испанцами Остенде (Фландрия).
- 1601—1602 — Аббас I начинает военный поход по завоеванию Бахрейнских островов[19].
- 1601—1661 — началась Голландско-португальская война. Вооружённый конфликт, в котором голландские Ост-Индская и Вест-Индская компании воевали по всему миру против Португальской империи[20].
  - 10 января — Ост-Индская компания получила право монопольной торговли на полуострове Индостан, в Индокитае и на островах Юго-восточной Азии.
  - 27 декабря — бой в заливе Бантам[21].

- 7 января — произошла Битва под Венденом (1601).
- 11 января — испанский королевский двор переехал в Вальядолид.
- 17 января — подписан Лионский договор[фр.] по условиям которого Франция теряет Маркграфство Салуццо и получает Южную Бургундию. Присоединение к Франции Бресса и Бюже от Савойского герцогства.
- 8 февраля — Граф Эссекс и его сторонники вышли на улицы Лондона, планируя поднять восстание, но их легко разогнали. Тайный совет приговорил Эссекса к смерти. Конец февраля — казнь Эссекса и его сподвижников.
- 9 февраля — король Испании Филипе III переезжает в Вальядолид, новую столицу.
- 18 декабря — войско Речи Посполитой под командованием Яна Замойского взяло Вольмар.
- Учреждение Комиссии торговли во Франции.
- Магнаты Трансильвании, находившиеся в сговоре с молдавским боярством, двинули войско на Валахию и разбили в сражении Михая, который бежал и вскоре был убит.
- Восстание белорусских крестьян в районе Витебска и Полоцка, соединившихся с отрядом казаков.
- Парламент Англии запротестовал против практики продажи короной патентов на монополии, и королева Елизавета I объявила о запрещении продажи.
- Нурхаци завершил объединение племён чжурчжэней и организовал войско («Восьмизнамённая армия»).
- Восстание горожан в Учане против Чэнь Фына.
- Восстание ткачей в Сучжоу под предводительством Гэ Сяня.
- Китай решил вывести из Кореи войска, но корейский король просил не делать этого, ссылаясь на напряжённое внутреннее положение.

## Русское государство
Царствование: 1598—1605 — Борис Фёдорович Годунов
- 1598—1613 — Смутное время[22].
- 15 (25) и 18 (28) февраля — Фёдор Борисович самостоятельно принимает в Москве посольство Швеции[23].
- 8 (18) марта — Фёдор Борисович самостоятельно принимает в Москве посольство Англии[23].
- Май — приём в Московском кремле посланника Священной Римской империи Михаила Шеля[24].
- Опала по делу Романовых:
  - Май — глава Посольского приказа Щелкалов Василий Яковлевич попал в опалу (возможно, была связана с арестами и ссылками по делу Романовых)[25].
  - Борис Годунов сослал Фёдора Никитича Романова в Антониево-Сийский монастырь, где был пострижен в монахи с именем Филарет (будущий патриарх Филарет)[26].
  - 1601—1602 — Романов Иван Никитич находился в заключении в Пелыме, до января 1602 года содержался в цепях[27].
  - 1601—1605 — Черкасский Иван Борисович, жил под стражей в Малмыже (1601-1602), Нижнем Новгороде и Москве (1602), а также вместе с семьёю в селе Клины Юрьев-Польского уезда (до середины 1605)[28].
  - Конец года/начало 1602 — Бельский Богдан Яковлевич, в связи с борьбой придворных партий подвергся опале и ссылке с конфискацией имущества[29].
  - 1601—1605 — Одоевский Иван Никитич Большой, лето-осень руководил смотрами русских войск в Туле, Крапивне и Дедилово оборонявших юго-восточные границы страны от набегов крымских татар, после чего подвергнут опале[30].
  - 1601—1605 — Одоевский Иван Никитич Меньшой, подвергнут опале[31].
- Август 1601—январь 1602 — русское посольство в Речь Посполитую, где удалось добиться ратификации Московского договора 1601 года о перемирии на 20 лет[32].
- Али, сын хана Кучума, официально провозгласил себя ханом Сибирского ханства (захвачен в плен в 1608 году)[33].
- Григорий Отрепьев появился в Киево-Печерском монастыре, а затем у киевского воеводы князя Константина Острожского.
- Пожалованы окольничеством: Басманов Пётр Фёдорович, Морозов Василий Петрович[34].
- Пожалован боярством: Салтыков Михаил Глебович[34].
- Очень холодное лето — температура опускалась ниже нуля, ледостав на Москве-реке, снег выпал в начале осени.
- Плохой урожай 1601 года в Русском царстве стал причиной Великого голода (1601-1603).
  - 1601—1603 — Восстание Хлопка[35].

### Акты и грамоты
- Август — запись о верстании поместными окладами детей боярских новиков: Новгородцев всех 5 пятин (Шелонская, Деревская, Бежецкая, Обонежская, Воцкая), Псковичей, Торопчан, Холмичей, Пусторжевцев, Лучан и Невлян[36].
- Борис Годунов разрешает крестьянам мелкопоместных владельцев переходить от одного хозяина к другому (Юрьев день), по прежнему[37].

### Руководители приказов
| Года      | Приказ             | Ф,И,О главы                | Примечания |
| --------- | ------------------ | -------------------------- | ---------- |
| 1594-1601 | Посольский приказ  | Щелкалов Василий Яковлевич |            |
| 1601-1606 | Посольский приказ  | Власьев Афанасий Иванович  |            |
| 1596-1603 | Казанского дворца  | Власьев Афанасий Иванович  |            |
| 1598-1605 | Конюшенный приказ  | Годунов Дмитрий Иванович   | Боярин     |
| 1598-1605 | Большого дворца    | Годунов Степан Васильевич  | Боярин     |
| 1598-1605 | Аптекарский приказ | Годунов Семён Никитич      | Окольничий |
| Лето      | Аптекарский приказ | Бельский Богдан Яковлевич  | Окольничий |
| 1601-1602 | Аптекарский приказ | Годунов Семён Никитич      | Боярин     |
| 1601-1602 | Дмитровский судный | Годунов Никита Васильевич  | Окольничий |

## Начало правления
См. также: Список глав государств в 1601 году
- 1601—1602 — князь Трансильвании Сигизмунд Баторий (вторично).

## Родились

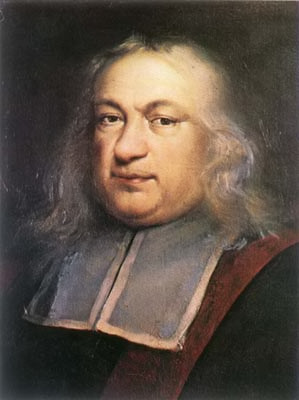
Пьер Ферма

См. также: Категория:Родившиеся в 1601 году
- 30 мая — Иоланта Цео, португальская поэтесса, драматург, прозванная «десятой музой Португалии».
- 17 августа — Пьер Ферма, французский математик, один из создателей аналитической геометрии, математического анализа, теории вероятностей и теории чисел.
- 22 сентября — Анна Австрийская, королева Франции, супруга (с 18 октября 1615) короля Франции Людовика XIII.
- Анна Элеонора Гессен-Дармштадтская — принцесса Гессен-Дармштадтская, в замужестве герцогиня Брауншвейг-Люнебургская.
- Ян Брейгель Младший — представитель южнонидерландской (фламандской) династии художников Брейгелей, внук Брейгеля Мужицкого.
- Бальтасар Грасиан — испанский прозаик, философ и теоретик литературы, иезуит.
- Антуан Даниэль — святой Римско-Католической Церкви, священник, иезуит, миссионер, мученик.
- Алонсо Кано — испанский художник и скульптор.
- Гвидо Каньяччи — итальянский художник эпохи позднего барокко.
- Карл Филипп — герцог Сёдерманландский, один из претендентов на русский престол во время Смуты.
- Людовик XIII — король Франции и Наварры с 1610 до 1643 года, из династии Бурбонов.
- Микеланджело Росси — итальянский композитор, скрипач и органист эпохи барокко.
- Жорж де Скюдери — французский поэт и драматург XVII века, представитель прециозной литературы. Брат Мадлен де Скюдери.
- Жан Эд — французский миссионер, святой римско-католической церкви.
- Эрнст I — герцог Саксен-Готский, после женитьбы также герцог Саксен-Альтенбургский.

## Скончались

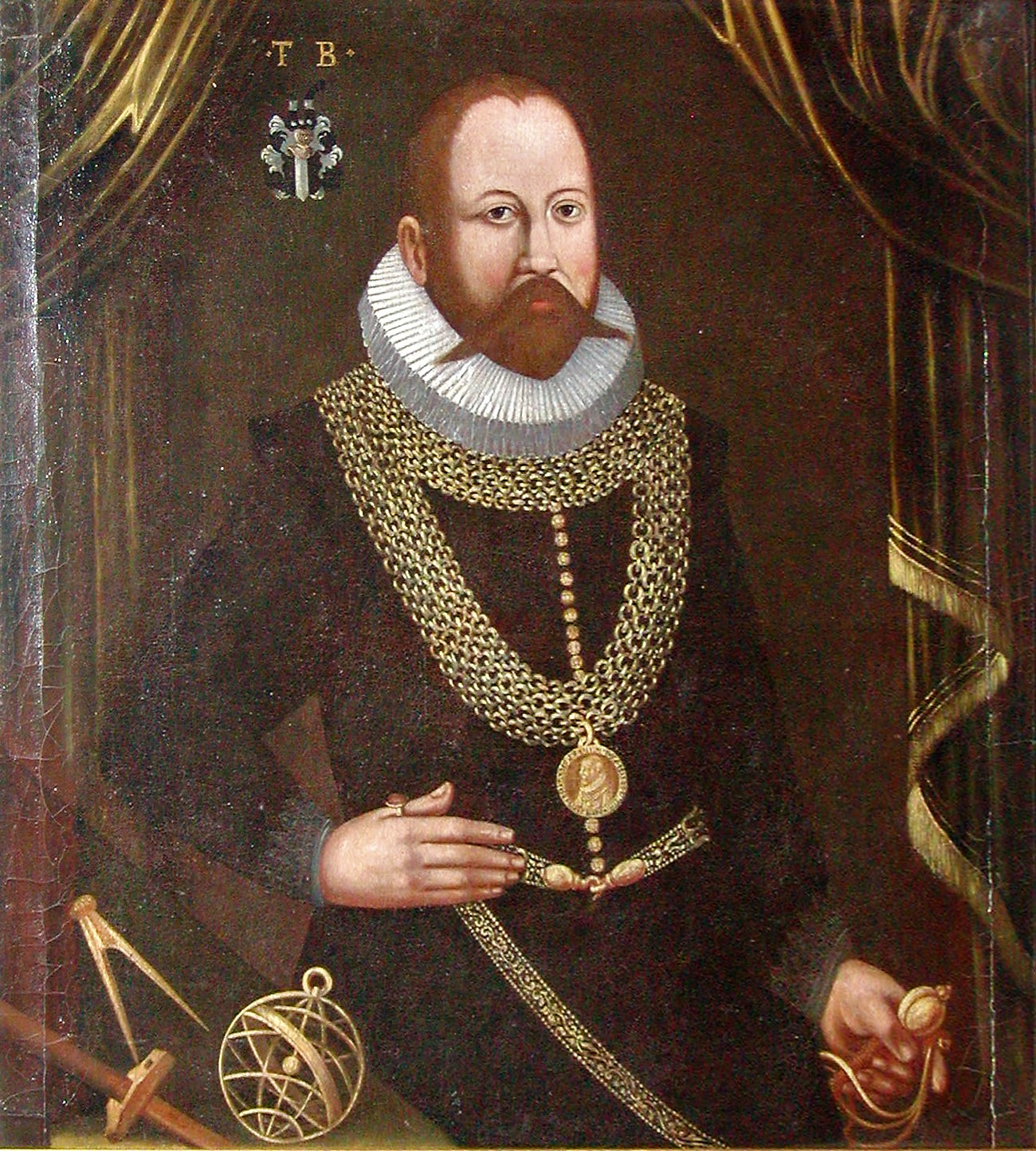
Тихо Браге

См. также: Категория:Умершие в 1601 году
- 17 февраля — Варлаам, архиепископ Рязанский и Муромский.
- 12 (22) апреля — Глинский Иван Михайлович, русский военный и государственный деятель, боярин (1585), женат на дочери Скуратова-Бельского Григория Лукьяновича, благодаря чему породнился с царём Борисом Годуновым[41].
- Сципион Аммирато — флорентийский историк.
- Тихо Браге — датский астроном, астролог и алхимик эпохи Возрождения. Первым в Европе начал проводить систематические и высокоточные астрономические наблюдения, на основании которых Кеплер вывел законы движения планет.
- Луиза Лотарингская — представительница Лотарингского дома, супруга Генриха III Валуа и французская королева с 1575 по 1589 годы.
- Михай Храбрый — господарь Валахии (1593—1601).
- Роберт Деверё, 2-й граф Эссекс — 2-й граф Эссекс, военачальник и фаворит английской королевы Елизаветы I.
- Джон Шекспир — муниципальный служащий, отец Уильяма Шекспира.
- Шуйский Александр Иванович — боярин и воевода, младший брат будущего царя Василия Ивановича Шуйского[42].